# Epidemie (boek)
Epidemie (oorspronkelijke Engelse titel: Outbreak) is een boek geschreven door de Amerikaanse schrijver Robin Cook.

## Verhaal
Verschillende ebola-epidemieën breken kort na elkaar uit op verschillende locaties in de Verenigde Staten. Honderden mensen komen om.
Wanneer Marissa Blumenthal opdracht krijgt om een epidemie een halt toe te roepen stuit ze op enkele vreemde, onverkwikkelijke details. Zo blijken alle epidemieën terug te traceren naar artsen uit privéklinieken die bovendien allemaal een bepaald seminarie hadden bijgewoond.
Wanneer ze achter de waarheid komt blijkt het leven van duizenden onschuldige slachtoffers op het spel te staan en ook dat van haar zelf.